# Bruksgölen
Bruksgölen är en sjö i Karlskrona kommun i Blekinge och ingår i Bruatorpsåns huvudavrinningsområde. Sjön är 7 meter djup, har en yta på 0,0889 kvadratkilometer och är belägen 79,4 meter över havet. Sjön avvattnas av vattendraget Tjärekullaån.

## Delavrinningsområde
Bruksgölen ingår i det delavrinningsområde (625224-150712) som SMHI kallar för Mynnar i Bruatorpsån. Medelhöjden är 60 meter över havet och ytan är 39,52 kvadratkilometer. Det finns inga avrinningsområden uppströms utan avrinningsområdet är högsta punkten. Tjärekullaån som avvattnar avrinningsområdet har biflödesordning 2, vilket innebär att vattnet flödar genom totalt 2 vattendrag innan det når havet efter 15 kilometer. Avrinningsområdet består mestadels av skog (70 procent), öppen mark (11 procent) och jordbruk (13 procent). Avrinningsområdet har 0,53 kvadratkilometer vattenytor vilket ger det en sjöprocent på 1,3 procent.